# マドウッソウ・フォール
マドウッソウ・フォール（Madoussou Fall、1998年3月17日 - ）は、フランスの女子ラグビー選手。

## プロフィール
- フランス・サン＝クルー出身[1]。
- ポジションはロック(LO)。
- 身長 183cm、体重 62kg
- 女子フランス代表キャップは9（2022年12月現在）。

## 略歴
2022年、ラグビーワールドカップ2021の女子フランス代表に選ばれた。

## 受賞歴
- ワールドラグビー女子15人制ドリームチーム:2022年[3]